# Sergio Bello
Sergio Bello (Italia, 6 de mayo de 1942) fue un atleta italiano especializado en la prueba de 4x400 m, en la que consiguió ser medallista de bronce europeo en 1971.

## Carrera deportiva
En el Campeonato Europeo de Atletismo de 1971 ganó la medalla de bronce en los relevos de 4x400 metros, con un tiempo de 3:04.6 segundos, tras Alemania del Oeste (oro) y Polonia (plata).